# Trysa
Trysa ou Tryssa était une ville de l'ancienne Lycie, située entre Cyaneae et Myra . Des recherches archéologiques y ont été menées et parmi les découvertes figurent d'anciens tombeaux lyciens, notamment celui d'Héroon de Trysa . Les inscriptions grecques qui y ont été trouvées montrent qu'il y avait un culte de Zeus Eleutherios et d'Hélios à Trysa.
La ville était également habitée à l'époque byzantine, et une église se dressait sur l'acropole .
L'ancienne cité est situé près de la ville de Gölbaşı, en Turquie orientale,.  

## Voir également
- Héroon de Trysa